# Sing 2 - Sempre più forte
Sing 2 - Sempre più forte (Sing 2) è un film d'animazione del 2021 diretto da Garth Jennings.
Prodotto negli Stati Uniti dalla Illumination Entertainment e distribuito dalla Universal Pictures, il film, realizzato in CGI, è il sequel di Sing (2016), diretto dallo stesso regista.

## Trama
Buster Moon sta prosperando con il suo nuovo teatro, ma non riesce a impressionare la talent scout Suki durante una rivisitazione di Alice in Wonderland, con quest'ultima che gli dice che il loro spettacolo non è all'altezza di Redshore City.
Incoraggiato da Nana Noodleman, Buster riunisce i cantanti che hanno gareggiato nello spettacolo del loro debutto e li porta in città, provando tutta la notte lo spettacolo sul bus. Intrufolatisi all'audizione con il magnate dell'intrattenimento Jimmy Crystal, un lupo bianco, i nostri vedono bocciare le proposte di altri talentuosi artisti. Dopo che anche la loro idea viene bocciata, Gunter propone uno spettacolo a tema spaziale che includerebbe anche Clay Calloway, una rock star che, dopo la morte della moglie 15 anni prima, vive come un recluso. Incuriosito, Crystal dà il via libera dando a Buster e al gruppo accesso a tutto quello che serve per mettere in scena lo spettacolo, dando tre settimane di preparazione e assicurando l'alloggio in uno dei suoi hotel più esclusivi.
Durante la produzione dello show, Rosita ha le vertigini durante le prove e il suo ruolo viene poi dato alla figlia di Crystal, Porsha, mentre Rosita è relegata interpretare un'aliena verde. Nel frattempo Johnny è stato assegnato a lavorare con il coreografo Klaus Kickenklober per la sua parte da ballerino nello spettacolo, ma sente che non è preso molto in simpatia da quest'ultimo. Fortunatamente Johnny incontra Nooshy, una lince artista di strada specializzata nella break dance, che accetta di aiutarlo dopo averla impressionata con le sue doti canore e riuscendo così a prepararsi in soli due giorni. Intanto Meena è stata scelta per una scena romantica con Darius, uno yak attore egocentrico con cui non sembra trovare un'intesa. Le cose migliorano quando incontra un gelataio di nome Alfonso, di cui si innamora, perché il sentimento le consente di recitare il ruolo dell'innamorata, anche se non riesce a trovare il coraggio di parlargli. Nel frattempo, Ash e Buster provano a convincere Clay a partecipare allo show: all'inizio l'ex rock star rifiuta, ma Ash fa andare via Buster e grazie a una delle sue canzoni gli fa cambiare idea.
Di ritorno a teatro, Buster chiede a Porsha se le piacerebbe scambiare i ruoli con Rosita, poiché le sue doti recitative sono scarse, ma la ragazza interpreta le parole di Buster come un licenziamento e un rifiuto della sua persona e se ne va via ferita. Dopo aver appreso la notizia, Crystal incolpa Porsha di averlo messo in imbarazzo ferendo ancor di più i suoi sentimenti e dapprima cerca di uccidere Buster lasciandolo cadere dal suo grattacielo, ma in seguito ad un invito da parte di un programma TV per una diretta a cui deve partecipare, lo chiude in un armadio per concludere il lavoro dopo. Suki libera Buster e lo avverte di lasciare il più presto possibile Redshore City prima che Crystal gli mandi i suoi scagnozzi e porti a termine il lavoro, facendogli intendere che era questo il vero motivo per cui non lo voleva in città . 
Ash arriva con Calloway all'hotel dove alloggia la troupe: dopo una fuga rocambolesca dall'hotel con gli uomini di Crystal al loro inseguimento, Buster decide di far mettere in scena il cast quella notte sotto il muso di Crystal, e Miss Crawly chiede a Porsha di unirsi a loro nello spettacolo. Per garantire che Crystal e gli uomini della sicurezza non interrompano lo spettacolo Johnny chiama suo padre, in libertà condizionata insieme ai suoi compagni, per proteggerli. E intanto Rosita chiama il marito Norman, che è venuto a vedere lo spettacolo con la famiglia, per fare in modo che i venticinque figlioletti seminino il caos nell'hotel, tenendo occupato tutto lo staff della sicurezza.
Finalmente lo show può iniziare: lo spettacolo si apre con il numero di danza di Johnny, che canta A Sky Full of Stars dei Coldplay, ma proprio mentre la performance sta andando bene, Klaus si sostituisce al partner di Johnny, nella scena di lotta per rovinare il suo numero e riscattare il suo orgoglio ferito; sulle prime Johnny sembra arrendersi, ma alla fine batte Klaus con l'incoraggiamento di Nooshy e del pubblico, guadagnando finalmente il rispetto del coreografo. Dopo il numero di danza, è il turno di Porsha, la quale prende il posto di Rosita come alieno verde e si esibisce cantando Could Have Been Me dei The Struts. Nel frattempo, Crystal, dopo aver scoperto dello spettacolo, si precipita al teatro per cercare di fermare lo show, ma Buster lo rinchiude in una botola sotto il palco. Arriva il momento del duetto romantico di Darius e Meena, con quest'ultima che visualizza nella sua mente Alfonso al posto di Darius ed esegue con successo il numero con lui, la romantica canzone I Say a Little Prayer di Dionne Warwick, per poi avere il coraggio di parlare ad Alfonso e invitarlo a vedersi dopo lo show. Sul punto di fare il suo numero, Rosita, che parte cantando Break Free di Ariana Grande, rischia di andare di nuovo nel panico, ma quando Crystal, liberatosi grazie al suo assistente Jerry, fa cadere Buster dalla cima del palco, Rosita supera la sua paura dell'altezza per salvarlo.
Quando arriva il momento per Calloway di salire sul palco, questi afferma di non essere pronto, ma Ash lo aiuta guidando la folla in un'interpretazione di una delle canzoni di Calloway stesso, I Still Haven't Found What I'm Looking For degli U2, dandogli il coraggio di esibirsi ottenendo un grande successo. Dopo lo spettacolo, Crystal cerca di salvare la faccia facendo credere che fosse tutto programmato, ma invece viene deriso e successivamente arrestato dalla polizia per tentato omicidio.
Mentre Buster e i suoi amici stanno lasciando Redshore City con Porsha, Nooshy e Calloway, Suki li ferma dicendo loro che il grande e famoso teatro Majestic vuole mettere in scena il loro spettacolo. Mentre il cast si esibisce per la seconda volta, Buster, insieme a Nana, Alfonso e Norman, guarda dalla sezione VIP, orgoglioso di essere riuscito a sfondare a Redshore City.

## Personaggi
Ai personaggi del precedente film si aggiungono Jimmy e Porsha Crystal (due lupi imprenditori padre e figlia), Suki (una saluki talent scout), Clay Calloway (un leone e famosa ex rockstar), Nooshy (una lince, ballerina di break dance) e Klaus Kickenklober (una nasica, insegnante di danza di Johnny).

## Colonna sonora

### Tracce
- There's Nothing Holdin' Me Back
- Stuck in a Moment You Can't Get Out Of
- Girl on Fire
- A Sky Full of Stars
- Could Have Been Me
- Break Free
- Let's Go Crazy
- I Say a Little Prayer
- Señorita
- I Still Haven't Found What I'm Looking For
- Where the Streets Have No Name
- Not Today

## Produzione
Il 25 gennaio 2017, Universal Pictures e Illumination Entertainment hanno annunciato che un sequel del suo film d'animazione del 2016 Sing era in fase di sviluppo. Lo sceneggiatore/regista Garth Jennings e i produttori Chris Meledandri e Janet Healy tornano insieme alle star della voce fuori campo Matthew McConaughey, Reese Witherspoon, Scarlett Johansson, Taron Egerton, Nick Kroll e Tori Kelly.
Nel dicembre 2020, Letitia Wright, Eric André, Chelsea Peretti, il collaboratore di lunga data della Illumination Pharrell Williams, Bono e Halsey sono stati aggiunti al cast vocale. Il lavoro sul film è stato spostato a causa della pandemia di COVID-19, ed è stato svolto a distanza in seguito alla chiusura temporanea della Illumination.

### Cast
Il film vede protagonisti Matthew McConaughey, Reese Witherspoon, Scarlett Johansson, Nick Kroll, Taron Egerton, Tori Kelly, Nick Offerman e Garth Jennings che riprendono i loro ruoli dal primo film. Il sequel include anche personaggi doppiati da Bobby Cannavale, Halsey, Pharrell Williams, Letitia Wright, Eric André, Chelsea Peretti e Bono.. Tuttavia nel sequel non tornano due personaggi centrali del primo capitolo, ovvero Mike (doppiato da Seth MacFarlane) e Eddie Noodleman (doppiato da John C. Reilly).
Nella versione italiana il doppiaggio di Clay Calloway è stato affidato al cantautore Adelmo Fornaciari, mentre cambiano le voci di Nana Noodleman (nel primo film doppiata da Rita Savagnone e qui da Stefanella Marrama) e di Big Daddy, padre di Johnny (nel primo interpretato da Pino Insegno e qui da Stefano Alessandroni).

## Distribuzione
L'uscita della pellicola, inizialmente prevista per il 25 dicembre 2020, è stata poi rinviata al 2 luglio 2021 a causa della pandemia di COVID-19. La proiezione nelle sale cinematografiche statunitensi e italiane è in programma dal 23 dicembre 2021. Il film è stato presentato il 14 novembre 2021, in anteprima internazionale, all'AFI fest e il 26 dello stesso mese al Torino Film Festival 2021.

### Edizione italiana
La direzione del doppiaggio e i dialoghi italiani sono stati curati da Marco Mete, per conto della Dubbing Brothers Int. Italia. Nel doppiaggio italiano sono stati coinvolti celebrità e personaggi solitamente estranei al settore, come cantante Zucchero, Frank Matano, Jenny De Nucci e Valentina Vernia. Per il resto, torna il cast del primo film ad eccezione di Pino Insegno e Rita Savagnone sul padre di Johnny e su Nana Noodleman, sostituiti da Stefano Alessandroni e Stefanella Marrama.

## Accoglienza

### Incassi
Al 12 aprile 2022, Sing 2 ha incassato 162,4 milioni di dollari negli Stati Uniti e in Canada e 239,1 milioni di dollari in altri territori, per un totale mondiale di 401,5 milioni di dollari.
Sing 2 ha guadagnato $ 19,2 milioni nel suo quarto fine settimana e ha avuto la più grande apertura per un film d'animazione durante la pandemia di COVID-19 sia in Francia ($ 6 milioni) che in Messico ($ 3,6 milioni). Il film ha superato la soglia dei 400 milioni di dollari in tutto il mondo con l'aggiunta di 1,9 milioni di dollari nel suo diciannovesimo fine settimana. È il primo film dai tempi di Frozen II, il primo film d'animazione durante la pandemia e il nono film della Illumination a raggiungere il traguardo.

### Critica
Su Rotten Tomatoes, il 71% delle recensioni di 126 critici è positivo, con una valutazione media di 6,1/10. Il consenso del sito web recita: "Secondo versetto, uguale al primo: per il pubblico che ha apprezzato la prima puntata, Sing 2 dovrebbe rivelarsi un altro accattivante diversivo". Metacritic, che utilizza una media ponderata, ha assegnato al film un punteggio di 49 su 100 basato su 27 critici, indicando "recensioni contrastanti o nella media". Il pubblico intervistato da CinemaScore ha assegnato al film un raro voto medio "A+" su una scala da A+ a F (il primo film della Illumination a ricevere questo voto), mentre PostTrak ha riferito che il 91% dei membri del pubblico ha dato un punteggio positivo, con il 78% che ha affermato che lo consiglierebbe sicuramente.

## Merchandising
Tomy ha stretto un accordo con Illumination e Universal per sviluppare la linea di giocattoli Sing 2. Includerà giocattoli di peluche, personaggi da collezione e un gioco di ruolo.